# Mélèze de Dahurie
Larix gmelinii
Espèce
Classification phylogénétique
Statut de conservation UICN

LC : Préoccupation mineure
Le mélèze de Daourie (Larix gmelinii) est une espèce d'arbre du genre Larix et de la famille des Pinaceae.
On rencontre cette espèce de mélèze à l'état naturel en Daourie, à l'est de la Sibérie (Russie) et dans les régions adjacentes du nord-est de la Mongolie, du nord-est de la Chine (Heilongjiang) et de la Corée du Nord. Le mélèze de Daourie forme de gigantesques forêts en Sibérie orientale à des altitudes comprises entre 50 et 1 200 mètres et sur des sols qui peuvent être marécageux ou bien drainés, y compris lorsque la "couche active" est de faible épaisseur du fait de la présence du pergélisol (permafrost). C'est un arbre aux caractéristiques exceptionnelles au moins à deux titres : c'est l'espèce qui arrive à pousser aux latitudes les plus élevées - on en trouve à la latitude de 72°30' nord dans la vallée de la Khatanga située dans la péninsule de Taïmyr, dans la forêt de Loukounski - et c'est également l'arbre qui peut supporter les froids les plus extrêmes : des spécimens poussent ainsi dans la région de Oïmiakon - Verkhoiansk en Iakoutie, où la température peut descendre jusqu'à −70 °C.
Le mélèze de Daourie est un conifère à feuilles caduques qui peut atteindre de 10 à 30 mètres de hauteur pour un diamètre de 1 mètre. Le faîte de l'arbre est de forme conique et large; les branches principales comme les branches secondaires sont horizontales, ces dernières étant parfois tombantes. Les feuilles semblables à des aiguilles, de couleur vert clair et longues de 2 à 3 centimètres, deviennent jaune vif avant leur chute à la fin de l'automne.
Les cônes sont érigés, ovoïdes, longs de 1 à 2 cm (plus rarement de 2,5 cm) et comportent de 15 à 25 écailles. ils sont verts (plus rarement rouges) quand ils sont immatures puis deviennent marron quand ils parviennent à maturité et libèrent les graines, 3 à 5 mois après la pollinisation. Les vieux cônes restent généralement sur l'arbre plusieurs années en prenant une couleur gris-noir sombre.

## Variétés
L'espèce comporte 4 variétés :
- Larix gmelinii var. gmelinii - C'est l'espèce la plus courante en Sibérie de la vallée du Ienisseï au Kamtchatka.
- Larix gmelinii var. japonica (Maxim. ex Regel) Pilg. - C'est la variété répandue dans les îles Kouriles et dans l'île de Sakhaline (autrefois territoires japonais)
- Larix gmelinii var. olgensis (A.Henry) Ostenf. & Syrach - C'est la variété présente en Chine (Heilongjiang) et de la Corée du Nord et dans le massif de Sikhote-Aline du kraï du Primorie en Russie.
- Larix gmelinii var. principis-rupprechtii (Mayr) Pilg. - Le mélèze du Prince Ruprecht. Il est considéré comme une espèce à part par certains botanistes. On le trouve dans les montagnes Wutai Shan à l'ouest de Pékin, à une distance de près de 1 000 km des territoires de Larix gmelinii var. gmelinii. Il en diffère par des cônes plus larges (de 2 à 4 cm) comportant plus d'écailles.

## Hybridation
Le mélèze de Daourie peut s'hybrider avec le mélèze de Sibérie (Larix sibirica) espèce proche qui pousse en Sibérie occidentale et dont il côtoie le domaine dans la vallée de l'Ienisseï : l'hybride est connu sous l'appellation Larix ×czekanowskii.

## Utilisation
Le mélèze de Daourie peut parfois être cultivé dans des jardins botaniques d'Europe et d'Amérique du Nord. L'arbre pousse difficilement dans ces régions où les hivers sont doux car il reste en repos total durant de longues périodes hivernales et des températures douces durant l'hiver déclenchent l'apparition de feuilles dès début janvier qui sont tuées au premier froid (dans sa région d'origine, les gelées ne disparaissent que fin mai ou début juin).
Un arbre de cette espèce aurait atteint 919 ans en Iakoutie.

## Synonymes
- Abies gmelinii Rupr.

Du fait de la variabilité de l'espèce elle a reçu de nombreuses appellations dans la littérature scientifique.
- Larix cajanderi[2] Mayr
- Larix dahurica Turcz. ex Trautv.
- Larix kamtschatica (Rupr.) Carrière
- Larix komarovii Kolesn.
- Larix kurilensis Mayr (synonyme à Larix gmelinii var. japonica)
- Larix olgensis A.Henry (synonyme à Larix gmelinii var. olgensis)

## Sources
1. ↑  (ru) Самое старое дерево России растет в Якутии
2. ↑  Cédric Gras, L'hiver aux trousses : Voyage en Russie d'Extrême-Orient, Paris, Gallimard, février 2016, 266 p. (ISBN 978-2-07-046794-5)